# Stadionul Berceni
Stadionul Berceni este un stadion de fotbal din județul Ilfov, fiind situat în comuna Berceni. Capacitatea stadionului este de 2.700 de locuri. Pe acest stadion s-au desfașurat meciuri de la Campionatul European de Fotbal sub 19 organizat de România în anul 2011. Stadionul dispune și de o instalație de nocturnă de 1.400 lucși montată tot în 2011. 

## Istoric
Stadionul Comunal din Berceni construit inițial în 1957 a fost demolat in 2006 și reconstruit din temelii săpându-se un metru adâncime pentru a se reface complet fundația suprafeței de joc. Din 2008 dupa ce sa terminat refacerea gazonului au demarat lucrarile la cladiri si tribune. În anul 2011 stadionul a trecut printr-un nou proces de modernizare care a constat in construirea actualelor tribune dar și montarea unei instalații de nocturnă. 
Terenul este acoperit cu gazon natural, având dimensiunile 104 m x 64 m. Dispune de două tribune și o peluză, având o capacitate totală de 2.600 de locuri. 

## Echipa gazdă
În prezent, echipa ce își desfășoară activitatea pe acest stadion este ACS Viitorul Berceni. De-a lungul timpului echipa în cauză a purtat diferite denumiri: Mamina, Remat, Dalgin, Dodu, ACS Berceni. 

## Date tehnice
Stadionul Comunal Berceni beneficiază de:
- 2.700 de locuri pentru spectatori, din care 1.600 la tribuna I, 400 la peluză și 700 la tribuna a II-a;
- tabelă de marcaj electronică;
- instalatie de nocturna de 1.400 lucși;
- porți de fotbal mobile;

## Meciuri importante
| N° | Data               | Echipe                             | Scor | Spectatori | Competiție                            |
| 1  | 23 iulie 2011      | România U19 - Grecia U19           | 0-1  | 2.600      | Campionatul European de Fotbal sub 19 |
| 2  | 26 iulie 2011      | Irlanda U19 - România U19          | 0-0  | 2.000      | Campionatul European de Fotbal sub 19 |
| 3  | 20 iulie 2011      | Serbia U19 - Turcia U19            | 2-0  | 1.000      | Campionatul European de Fotbal sub 19 |
| 4  | 26 septembrie 2012 | ACS Berceni - CFR Cluj             | 0-2  | 1.500      | Cupa României                         |
| 5  | 26 septembrie 2013 | Steaua Bucuresti - Avantul Barsana | 4-0  | 3.500      | Cupa Romaniei                         |